# Playa Majagual
Playa Majagual är en liten badort vid Stillahavskusten i södra Nicaragua. Den ligger i kommunen San Juan del Sur, 5 kilometer mellan nordväst om kommunens centralort med samma namn.

## Aktiviteter
Det finns utmärkta badmöjligheter. Andra populära aktiviteter är snorkling, fiske och vandring längs den klippiga kusten norr och söder om stranden. 